# يوسوكي إيشباتا
يوسوكي إيشباتا (باليابانية: 石櫃 洋祐) (23 يوليو 1983 في سيتسو في اليابان – )؛ هو لاعب كرة قدم ياباني سابق كان يلعب كمدافع.

## وصلات خارجية
- يوسوكي إيشباتا على موقع رابطة كرة القدم اليابانية للمحترفين (اليابانية)
- يوسوكي إيشباتا على موقع قاعدة بيانات كرة القدم.إي يو (الإنجليزية)
- يوسوكي إيشباتا على موقع Soccerway.com (الإنجليزية)
- يوسوكي إيشباتا على موقع عالم كرة القدم.نت (الإنجليزية)